# Центральна дугова магістраль
Центральна дугова магістраль — автотранспортна мережа у Санкт-Петербурзі, що сполучає Приморське та Петергофське шосе в обхід історичного центру. Загальна довжина всіх вулиць близько 50 км.

## Історія
Будівництво частин магістралі ведеться з 1960-х рр., деякі дільниці були побудовані до ІІ світової війни.

## Структура

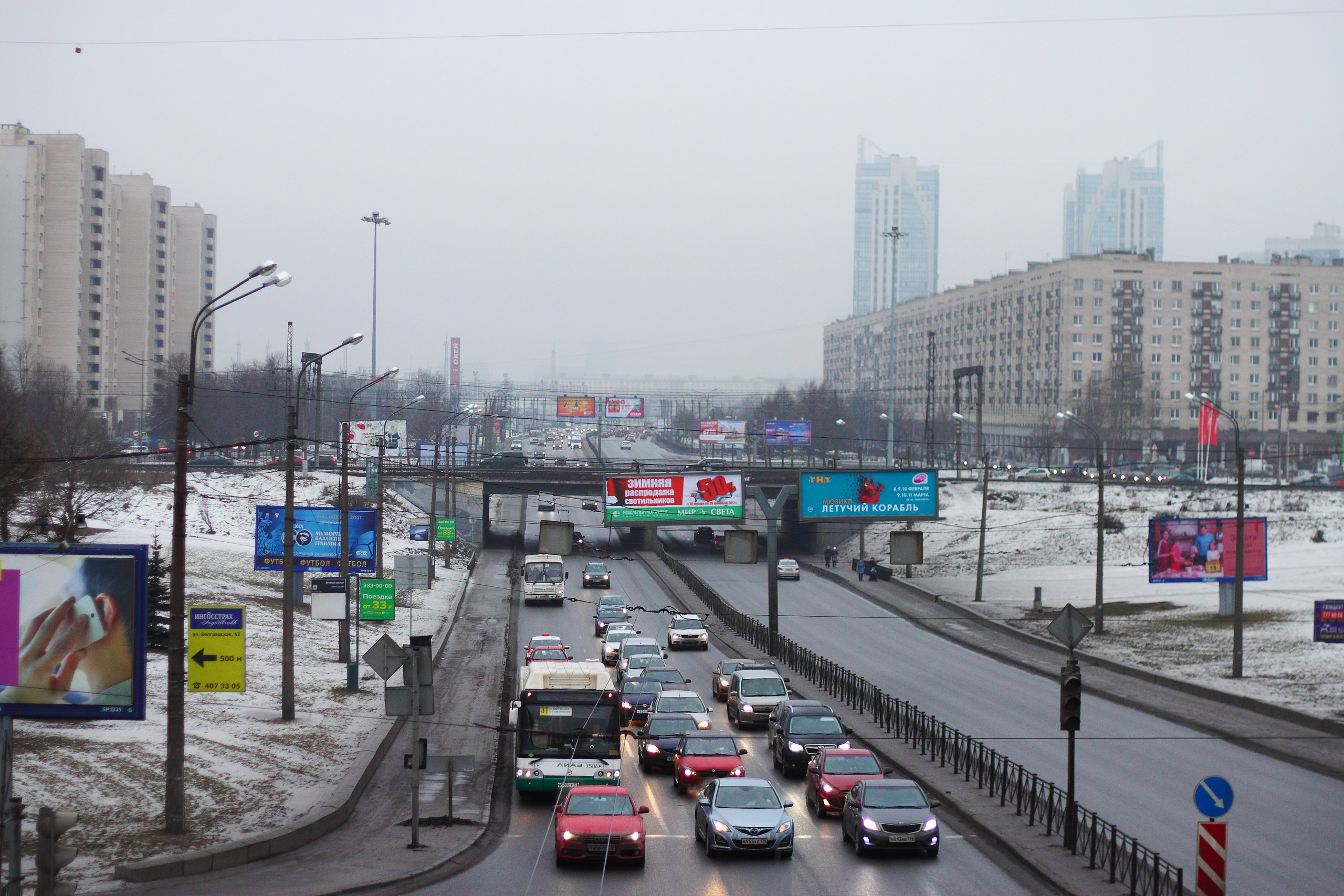
Проспект Слави

Проходить через Красносельський, Кіровський, Московський, Фрунзенський, Невський, Красногвардійський, Калінінський, Виборзький і Приморський райони Санкт-Петербурга. ЦДМ має у своєму складі наступні магістральні вулиці:
- Ленінський проспект
- Вулиця Тіпанова
- Проспект Слави
  - Невський шляхопровід над коліями станції Санкт-Петербург-Сортувальний-Московський
- Івановська вулиця
  - Володарський міст через  Неву
- Народна вулиця
- Проспект Більшовиків
- Російський проспект
- Індустріальний проспект
- Шафировський проспект
- Проспект Нескорений
- 2-й Муринський проспект
- Проспект Випробувачів
- Богатирський проспект

ЦДМ починається в історичному районі Південно-Захід, далі прямує через Дачне, Середню Рогатку, Купчино, Щеміловку і Соснівку, Веселий Селище, Ржевка-Порохові, Піскарівку, Кушелівку, Комендантське летовище.
ЦДМ перетинає наступні залізничні напрямки:
- Балтійський з платформою «Ленінський проспект»
- Вітебський з  платформою «Проспект Слави» (через шляхопровід над вулицею Тіпанова)
- Московсько-Вологодсько-Мурманський з платформою «Сортувальна» (через Невський шляхопровід)
- Ладозький
- Приозерський (Пискарівка)
- Виборзький